# Gunnarella
Gunnarella là một chi thực vật có hoa trong họ, Orchidaceae.